# Coleorozena lecontii
Coleorozena lecontii är en skalbaggsart som först beskrevs av George Robert Crotch 1873.  Coleorozena lecontii ingår i släktet Coleorozena och familjen bladbaggar. Inga underarter finns listade i Catalogue of Life.